# 태너 코엔

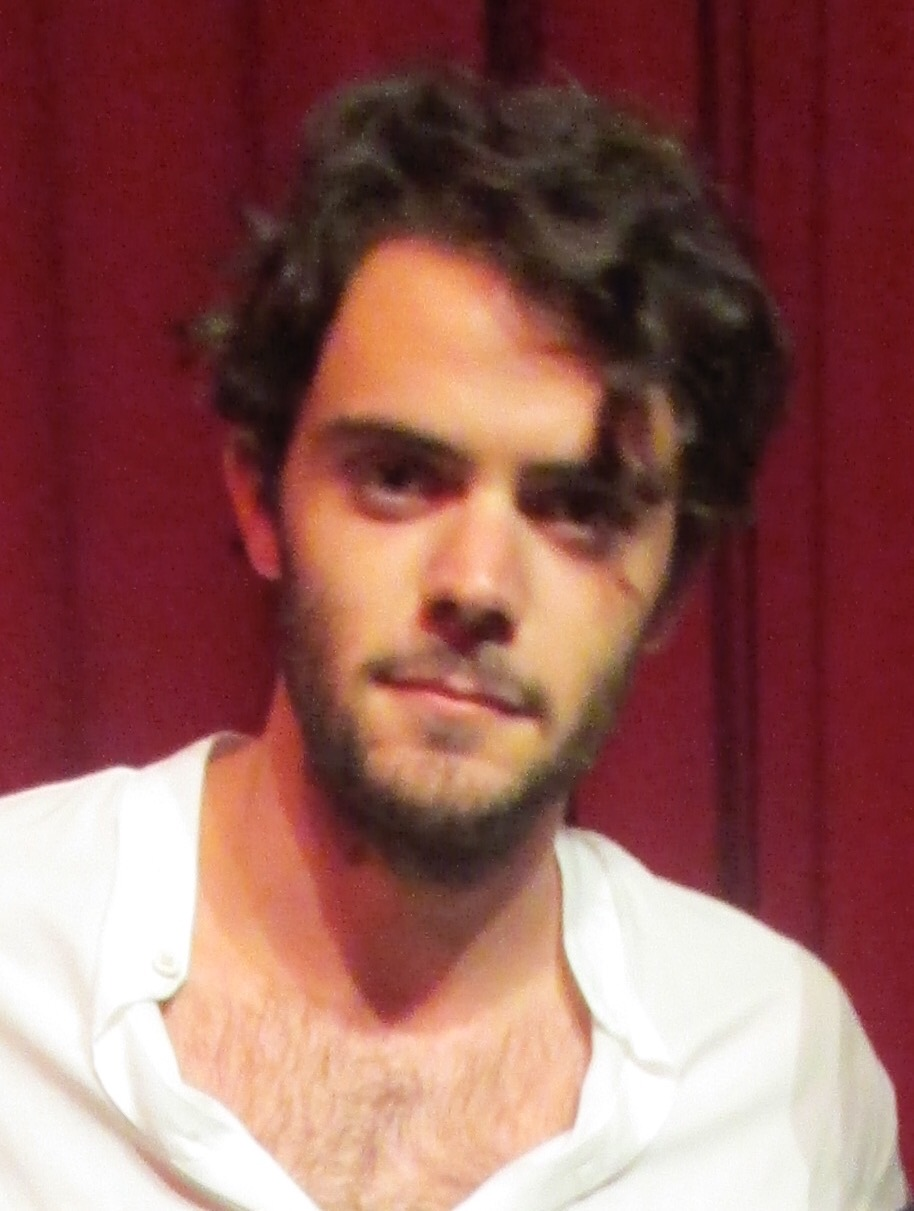

태너 코언(Tanner Cohen, 1986년 1월 1일 ~ )은 미국의 배우, 가수이다.

## 출연 작품
- 워 더 월드 마인 (2008년)
- 인 블룸 (2007년)

### 텔레비전
- 애즈 더 월드 턴즈 (1956년)